# Authon (Loir-et-Cher)
Authon település Franciaországban, Loir-et-Cher megyében. Lakosainak száma 749 fő (2022. január 1.). Authon Le Boulay, Monthodon, Neuville-sur-Brenne, Prunay-Cassereau, Saint-Amand-Longpré és Villechauve községekkel határos.

## Népesség
A település népességének változása:
| Lakosok száma | 767  | 699  | 700  | 642  | 692  | 710  | 721  | 735  | 742  | 749  |
|               | 1968 | 1982 | 1990 | 2006 | 2013 | 2015 | 2017 | 2019 | 2020 | 2022 |